# Hilde Wulff
Hildegard, genannt Hilde, Wulff (* 7. Januar 1898 in Dortmund; † 23. Juli 1972 in Hamburg) war eine deutsche Sonderpädagogin und Stiftungsgründerin.

## Leben und Wirken in Düsseldorf
Hilde Wulff war die Tochter des Kaufmanns Robert Wulff und dessen Gattin Caroline, geborene Malz. Sie hatte eine jüngere und eine ältere Schwester. Die Familie war dank mehrerer Kohlebergwerke reich. Im Alter von zwei Jahren zog Hilde Wulff mit ihrer Familie von Dortmund nach Düsseldorf. Aufgrund einer Kinderlähmung, an der sie mit zwei Jahren erkrankte, war sie lebenslang körperlich behindert. Sie konnte zunächst drei Jahre lang regelmäßig eine private Englische Schule besuchen. Aufgrund ihrer Erkrankung verbrachte sie anschließend regelmäßig Zeit im Krankenhaus; ihr Gesundheitszustand besserte sich jedoch nicht. Motiviert durch einen begleitenden Privatlehrer erwarb sie die Oberschulreife an einem allgemeinbildenden Gymnasium. Aufgrund der eigenen Krankheit fasste Wulff den Entschluss, eine Einrichtung für körperlich behinderte Kinder ins Leben zu rufen. Von 1920 bis 1921 studierte sie Gemeindepflege. Dem Unterricht an der Sozialakademie Düsseldorf folgte sie dabei in einem Liegerollstuhl. Im selben Jahr gründete sie gemeinsam mit ihrem Vater die Stiftung Glückauf für Kinderfürsorge Düsseldorf, für die sie sich in leitender Funktion engagierte. Von 1927 bis 1929 studierte Wulff Psychologie und Pädagogik an der Universität Frankfurt am Main und der Universität Hamburg.
Wulff, die seit 1923 als aktives Mitglied im Selbsthilfebund der Körperbehinderten in Düsseldorf und Berlin mitarbeitete, gründete am 4. Juli 1931 die Krüppelhilfe und Wohlfahrt GmbH. Für diese Einrichtung mit Sitz in Düsseldorf verwendete sie die Erbschaft ihres Vaters. Wulff übernahm als alleinige Gesellschafterin die Geschäftsführung und verfolgte das Ziel, „unentgeltliche Hilfe für Krüppel“ zu ermöglichen.

## Umzug nach Hamburg
Hilde Wulff plante in Düsseldorf einen Neubau, für den sie jedoch keine Baugenehmigung erhielt. Sie trat daraufhin in Kontakt mit der Stadt Hamburg und kaufte im Oktober 1931 ein Grundstück in Hamburg-Volksdorf. Da sie die darauf befindliche Klöppersche Villa zunächst nicht selbst unterhalten konnte, überließ sie das Gebäude der Hamburger Wohlfahrtsbehörde für die Kinder- und Jugendseelsorge. Im Oktober 1933 rief sie das Kinderheim Neu-Westend in Berlin-Charlottenburg ins Leben, dessen Leitung sie selbst übernahm. Die Einrichtung bot Platz für zehn Kinder, die behindert, erholungsbedürftig und sozial auffällig waren. Nachdem der Mietvertrag der Klöpperschen Villa in Hamburg im September 1935 ausgelaufen war, zog Wulff gemeinsam mit den Kindern zum 1. Oktober desselben Jahres dort ein. Aufgrund der vorhandenen Bäume und ihrer Verbundenheit mit der Natur nannte sie die Einrichtung „Im Erlenbusch“. Die Hamburger Behörden erkannten Wulffs Einrichtung noch 1935 staatlich als privates Kinderheim an, dem somit eine staatliche Förderung zustand.
Während der Zeit des Nationalsozialismus konnte Hilde Wulff Einflussnahmen der Nationalsozialisten abwehren. Das Heim beherbergte 25 Kinder und galt damit als klein. Trotzdem drohte der Einrichtung 1941 aufgrund von kriegsbedingten Zerstörungen die Beschlagnahmung. Durch geschicktes Verhalten gelang es Hilde Wulff, sich diesem Ansinnen zu widersetzen. Da sie die von ihr betreuten Kinder, die von den Nationalsozialisten als potentiell zu vernichtendes „unwertes Leben“ angesehen wurden, nicht in Gefahr bringen wollte, äußerte sie sich nur selten kritisch zu den politischen Umständen. Während dieser Zeit stand sie in ständigem verbindlichem Kontakt mit den Behörden, wenngleich ihre persönlichen Ansichten völlig gegensätzlich zu denen der Nationalsozialisten waren.

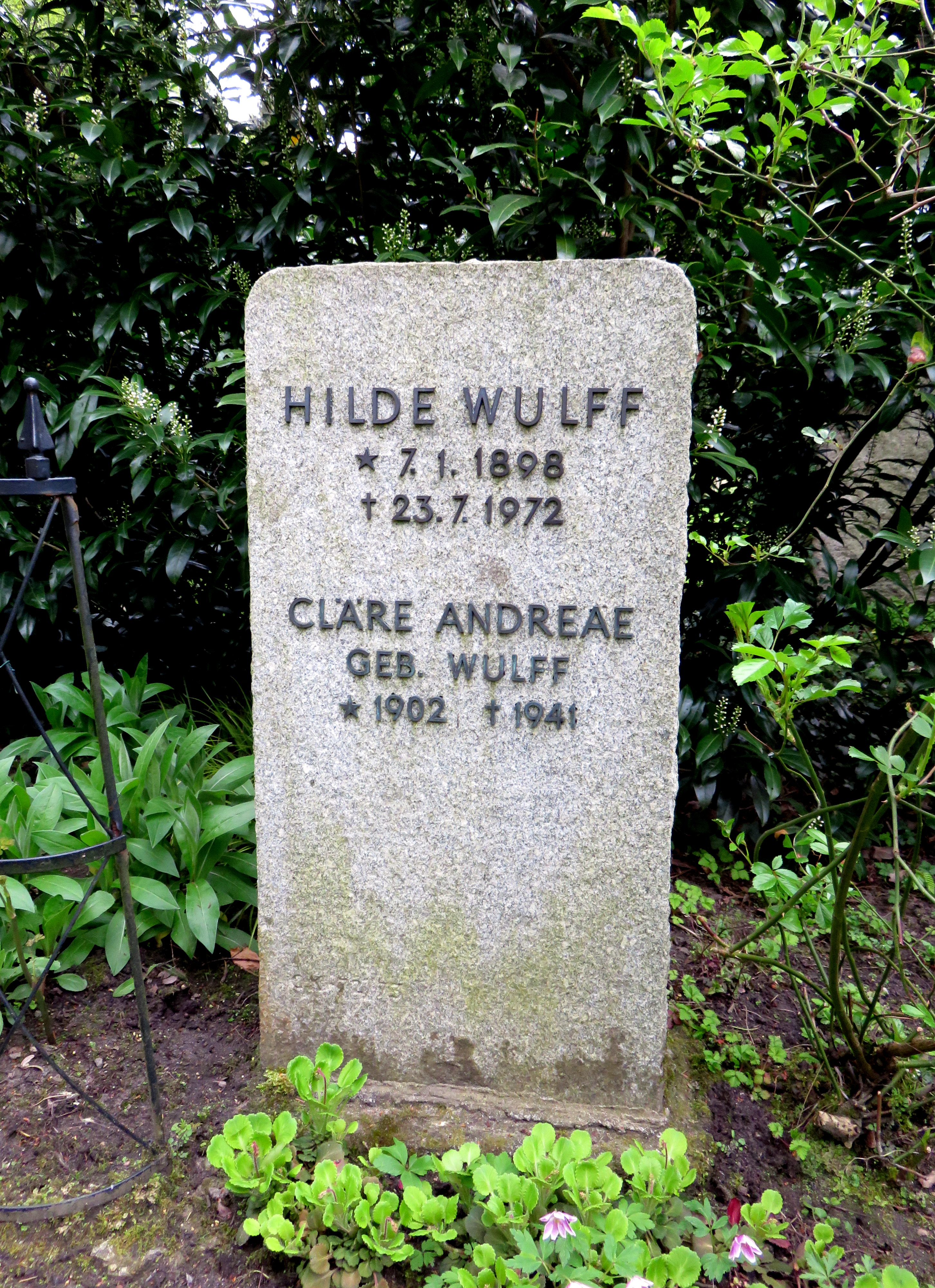
Grabstein im Garten der Frauen auf dem Friedhof Ohlsdorf

Hilde Wulff beherbergte u. a. auch Kinder von Eltern, die aufgrund kommunistischer Ansichten inhaftiert wurden. Außerdem brachte sie sich selbst in Lebensgefahr, indem sie jüdischen Auswanderern und kommunistischen Widerstandskämpfern half und ihnen ermöglichte, neue Aufenthaltsorte außerhalb des Deutschen Reiches zu finden. Während dieser Zeit stand sie bemerkenswerterweise in ständigem verbindlichem Kontakt mit den Behörden. Neben Kindern aus Berlin nahm die Einrichtung schrittweise mehr Hilfsbedürftige aus Hamburg auf. Es handelte sich neben Kindern mit geistigen Behinderungen und sogenannten „Schwererziehbaren“ überwiegend um Kinder mit körperlichen Einschränkungen. 1937 richtete Wulff eine Heimschule mit einer staatlich bezahlten Lehrerin ein. Das Heim „Im Erlenbusch“ nahm Teile der orthopädischen Abteilung der zerstörten Behinderteneinrichtung Alten Eichen auf. 
Hilde Wulff, die nach dem Ende des Zweiten Weltkriegs in der Gesellschaft für christlich-jüdische Zusammenarbeit in Hamburg mitarbeitete, leitete das Heim bis 1964. Im April desselben Jahres übergab sie das Haus an die Martha Stiftung, die 1849 von Wilhelmine Mutzenbecher gegründet worden war. Dabei übertrug sie auch alle Geschäftsanteile der Düsseldorfer Einrichtung, die seit 1949 unter der Bezeichnung „Krüppelhilfe und Fürsorge GmbH“ firmierte. Anschließend erweiterte Hilde Wulff die Einrichtung Im Erlenbusch um ein zusätzliches Gebäude, das nach der Eröffnung im April 1968 40 weitere körperbehinderte Kinder aufnehmen konnte. Die neue Leiterin im Erlenbusch wurde ab 1964 Ruth Lüsebrink, die seit 1957 im Haus tätig war.
Hilde Wulff, die aufgrund eines Unfalls seit 1955 im Rollstuhl saß, starb im Juli 1972 im Erlenbusch, in dem sie ein lebenslanges Wohnrecht besaß.
Ihr Grabstein steht im Garten der Frauen auf dem Ohlsdorfer Friedhof in Hamburg.

## Pädagogische Konzeption
Das Wirken Hilde Wulffs basierte auf einem christlich-humanistischen Menschenbild. Ihr Ziel war eine individuelle Erziehung der Kinder, denen trotz der körperlichen Einschränkungen eine gute Schul- und Berufsausbildung ermöglicht werden sollte. Bereits in den Anfängen spezieller Schulen für Körperbehinderte forderte sie, behinderte und nicht behinderte Kinder nicht voneinander zu trennen und in öffentlichen Gemeinschaftsschulen gemeinsam zu unterrichten. In diesem Sinne war sie eine Vorreiterin der Inklusion an Schulen. Wulff legte Wert auf Selbstständigkeit, Integration und Toleranz. Ihre Ansichten waren geprägt durch die eigene Vergangenheit, die bürgerlichen und linken Frauenbewegungen Anfang des 20. Jahrhunderts sowie insbesondere ihr christliches Menschenbild.